# Lacedonia
Lacedonia est une commune italienne de la province d'Avellino dans la région Campanie en Italie.

## Administration
| Période                                  | Période | Identité | Étiquette | Qualité |
| ---------------------------------------- | ------- | -------- | --------- | ------- |
|                                          |         |          |           |         |
| Les données manquantes sont à compléter. |         |          |           |         |

### Communes limitrophes
Aquilonia, Bisaccia, Melfi, Monteverde, Rocchetta Sant'Antonio, Sant'Agata di Puglia, Scampitella